# 临汝郡
临汝郡，中国唐朝时设置的郡。
唐玄宗天宝元年（742年），改汝州置临汝郡。治所在梁县（今河南省汝州市东）。下辖梁县、郏城县（今河南省郏县）、襄城县（今河南省襄城县）、叶县（今河南省叶县西南）、鲁山县（今河南省鲁山县）、龙兴县（今河南省宝丰县）、临汝县（今河南省汝阳县小店镇紫罗村）。辖境相当今河南省汝州市、平顶山市及汝阳县、宝丰县、鲁山县、叶县、襄城县等地。唐肃宗乾元元年（758年）复改为汝州。
唐朝临汝郡太守
- 萧谅（天宝年间）
- 卢寰（天宝年间）
- 李践中（天宝年间）
- 卢全义（天宝年间）
- 韦斌（755年）